# トーマス・A・エジソン (原子力潜水艦)
|          |                                                            |
| 艦歴     |                                                            |
| 発注     | 1959年7月1日                                               |
| 起工     | 1960年3月15日                                              |
| 進水     | 1961年6月15日                                              |
| 就役     | 1962年3月10日                                              |
| 退役     | 1983年12月1日                                              |
| その後   | 原子力艦再利用プログラム                                   |
| 除籍     | 1986年4月30日                                              |
| 性能諸元 |                                                            |
| 排水量   | 水上6,900トン、水中8,000トン                               |
| 全長     | 410 ft                                                     |
| 全幅     | 33 ft                                                      |
| 吃水     | 32 ft                                                      |
| 機関     | 原子力ギアード・タービン                                   |
| 主機関   | GE S5W原子炉 1基                                           |
| 最大速   | 水上16ノット、水中21ノット                                 |
| 乗員     | 各班110名                                                  |
| 兵装     | ポラリスミサイル16発 21インチ魚雷発射管4門                 |
| モットー | Potentia Tenebras Repellendi (Power to Repel the Darkness) |

トーマス・A・エジソン (USS Thomas A. Edison, SSBN-610) は、アメリカ海軍の原子力潜水艦。イーサン・アレン級原子力潜水艦の3番艦。艦名はトーマス・エジソンに因んで命名された。その名を持つ艦としては2隻目。

## 艦歴
トーマス・A・エジソンの建造は1959年7月1日にコネチカット州グロトンのジェネラル・ダイナミクス、エレクトリック・ボート社に発注され、1960年3月15日に起工した。1961年6月15日にマドレーン・エジソン・スローン夫人によって命名、進水し、1962年3月10日にブルー班のチャールズ・M・ヤング艦長およびゴールド班のウォルター・デドリック艦長の指揮下就役する。
東海岸で整調訓練中の4月9日、トーマス・A・エジソンは駆逐艦ワドレー (USS Wadleigh, DD-689) と衝突した。その後サウスカロライナ州チャールストンでミサイルを積み込み、11月7日に最初の戦略抑止哨戒に出航する。哨戒はスコットランドのホーリー・ロッホで完了し、続く4年にわたって同地を拠点として17回の哨戒を行った。1966年9月に最初の広範囲オーバーホールに備えて、エジソンの母港はコネチカット州ニューロンドンからチャールストンに変更された。1966年10月15日にチャールストンで17回目の哨戒を完了し、10月28日にオーバーホールを開始する。作業は1968年5月9日に完了し、オーバーホール後の整調および公試後1968年9月22日に18回目の哨戒に出航する。続く5年にわたってニューロンドンおよびスペインのロタから大西洋でさらに19回の哨戒を行う。
1973年6月、エジソンは太平洋艦隊に配属され、7月11日にカリフォルニア州サンディエゴに到着した。第5潜水艦部隊との短期間の活動後、8月6日にヴァレーオに移動しメア・アイランド海軍造船所でオーバーホールを受ける。1974年11月30日に補修は完了し1975年の1月から2月にかけて整調が行われた。3月にパナマ運河を通過し、フロリダ州ケープカナベラルでミサイル発射試験を行う。試験は7月に完了し8月8日にふたたびパナマ運河を通過した。エジソンは西海岸沿いに作戦活動を12月まで行い、その後新たな母港のグアムに向かった。
1981年には第一次戦略兵器制限交渉に従って、トーマス・A・エジソンのミサイル発射管が使用不能にされた。ミサイル発射管にはセメントが注入され、ミサイル管制システムは撤去された。艦は1980年10月6日に攻撃型原子力潜水艦に艦種変更され、SSN-610 の船体番号が与えられた。その後は主として訓練および対潜水艦演習に使用され、1983年12月1日に退役、1986年4月30日に除籍された。トーマス・A・エジソンは原子力艦再利用プログラムに従ってワシントン州ブレマートンで1996年10月1日に解体が始まり、1997年12月1日に作業は完了した。